# Route départementale 82 (Alpes-de-Haute-Provence)
Pour les articles homonymes, voir Route départementale 82.
La route départementale 82, abrégée en RD 82 ou D 82, est une des Routes des Alpes-de-Haute-Provence, qui relie Gréoux-les-Bains à Esparron-de-Verdon.

## Tracé de Gréoux-les-Bains à Esparron-de-Verdon
- Gréoux-les-Bains
- de Gréoux-les-Bains à Saint-Martin-de-Brômes (par la RD 952)
- Saint-Martin-de-Brômes
- Esparron-de-Verdon